# Isaak Markus Jost
Isaak Markus Jost (ur. 22 lutego 1793 w Bernburgu, zm. 20 listopada 1860 we Frankfurcie nad Menem) – pedagog, historyk żydowski.

## Życiorys
Jost urodził się w okolicy, która bardzo przypominała średniowieczne getto i dorastał w okresie gruntownych przemian wśród niemieckiej społeczności żydowskiej. Był jednym z jedenastu członków ubogiej rodziny, z której większość zmarła jeszcze w jego dzieciństwie. Mając dziesięć lat, po śmierci ojca, został przyjęty do Szkoły Samsona w Wolfenbüttel, gdzie studiował Talmud. W 1809 roku Jost opuścił tę szkołę i kontynuował edukację w gimnazjum w Brunszwiku. Ucząc się tam, przez cztery lata dorabiał jako prywatny nauczyciel. W 1813 roku rozpoczął studia na Uniwersytecie w Getyndze, gdzie dostał się z pomocą Israela Jacobsona. Po roku przeniósł się na studia do Berlina. Studia ukończył w roku 1816, po czym podjął się pracy jako nauczyciel. Jacobson zaproponował Jostowi, aby został kaznodzieją. Ten jednak odrzucił propozycję, ponieważ uważał, że zadaniem nowoczesnego Judaizmu jest reforma edukacji. Jego pierwszym miejscem pracy była szkoła, w której wspólnie uczyły się dzieci żydowskie i chrześcijańskie. W 1835 roku został powołany do pracy jako nauczyciel w szkole „Philanthropin” we Frankfurcie nad Menem. Było to liceum wspólnoty hebrajskiej, gdzie uczyły się osoby zachęcone do nauki poprzez działalność ruchów społeczno-politycznych, których inicjatorem był Mojżesz Mendelssohn. Szkoła ta była jego ostatnim miejscem pracy.
Poza pracą naukową zajmował się także działaniem na rzecz sierot. Wziął ślub w 1816 z siostrzenicą Isaaka Euchela, która zmarła w 1842. Jost nie miał potomstwa. Swoimi dziećmi nazywał uczniów z azylu sierocego.

## Działalność literacka
Pierwszymi pracami Josta były podręczniki, wśród których znajduje się „Lehrbuch der Englischen Sprache” – podręcznik opisujący gramatykę języka angielskiego (wydany został w Berlinie trzykrotnie, w latach 1826, 1832 i 1843) oraz słownik sztuk szekspirowskich z 1830 roku. Stworzył także wersję Biblii dla młodzieży – „Neue Jugendbibel, Enthaltend die Religiösen und Geschichtlichen Urkunden der Hebräer, mit Sorgfältiger Auswahl für die Jugend Uebersetzt und Erläutert: Erster Theil, die Fünf Bücher Mosis” (Berlin, 1823). Jost zajmował się nie tylko tworzeniem dzieł dla dzieci, ale również historią i kulturą żydowską. Napisał „Gesch. Der Israeliten Seit der Zeit der Makkabäer bis auf Unsere Tage”, mówiące o historii Izraelitów od powstania Machabeuszy do teraźniejszości czasów Josta. Pod koniec swojego życia napisał trzytomową pracę „Historia Judaizmu i jego sekty”. Opracował również edycję Miszny ze zwokalizowanym tekstem i niemieckimi tłumaczeniami komentarzy. Isaak Markus Jost należał do kręgu, który wspierał literaturę żydowską. Występował wielokrotnie jako apologeta Judaizmu wobec reakcjonistów politycznych i krytyków literatury rabinackiej. Wyrażał tę postawę w swoich dziełach, m.in. „Was Hat Herr Chiarini in Angelegenheit der Europäischen Juden Geleistet?” (Berlin, 1830) czy „Offenes Sendschreiben an den Geheimen Oberregierungsrath Streckfuss” (Berlin, 1833).
Na początku panowania Fryderyka Wilhelma IV pojawiła się wieść, że zamierza on zmienić sytuację prawną Żydów, żyjących na terenie Prus. Nie chciał dopuścić do zrównania ich w prawie, czyniąc Prusy „państwem chrześcijańskim”. Jost w 1842 roku, w odpowiedzi na postanowienia nowego władcy, napisał książki o zagadnieniach prawnych, które dotyczyły Żydów w państwie pruskim. Były to: „Legislative Fragen Betreffend die Juden im Preussischen Staate” (Berlin, 1842) oraz „Nachträge zu den Legislativen Fragen” (Berlin, 1842). Jost miał duży wpływ na powstanie nowoczesnej żydowskiej historiografii. Była ona jeszcze nierozwinięta, kiedy zaczął publikować swoje prace. Nie zgadzał się ze światopoglądem współczesnych myślicieli i twórców. Chciał przedstawić rzeczywistość i ówczesne wydarzenia w sposób obiektywny, kierowała nim chęć zharmonizowania sprzeczności i wątpliwości. Był powściągliwy jeśli chodzi o wyrażanie własnego zdania w opisywanych wydarzeniach. Zbierał liczne materiały, na podstawie których pisał swoje prace.